# Мяньчжу
Мяньчжу (кит. спр. 绵竹市, піньїнь: Miánzhú Shì) — місто-повіт у центральнокитайській провінції Сичуань, складова міста Деян.

## Географія
Мяньчжу розташовується майже у центрі Сичуані у межах Сичуанської западини на висоті близько 600 метрів над рівнем моря.

### Клімат
Місто знаходиться у зоні, котра характеризується вологим субтропічним кліматом. Найтепліший місяць — липень із середньою температурою 25,3 °C. Найхолодніший місяць — січень, із середньою температурою 5,4 °С.
| Клімат Мяньчжу          | Клімат Мяньчжу | Клімат Мяньчжу | Клімат Мяньчжу | Клімат Мяньчжу | Клімат Мяньчжу | Клімат Мяньчжу | Клімат Мяньчжу | Клімат Мяньчжу | Клімат Мяньчжу | Клімат Мяньчжу | Клімат Мяньчжу | Клімат Мяньчжу | Клімат Мяньчжу |
| Показник                | Січ.           | Лют.           | Бер.           | Квіт.          | Трав.          | Черв.          | Лип.           | Серп.          | Вер.           | Жовт.          | Лист.          | Груд.          | Рік            |
| Середній максимум, °C   | 8,6            | 10,9           | 15,2           | 20,9           | 25,6           | 27,5           | 29,2           | 28,8           | 24,9           | 19,9           | 15,3           | 9,8            | 19,7           |
| Середня температура, °C | 5,4            | 7,6            | 11,3           | 16,4           | 20,9           | 23,5           | 25,3           | 24,7           | 21,3           | 16,7           | 12             | 6,7            | 16             |
| Середній мінімум, °C    | 2,7            | 4,9            | 8              | 12,7           | 17             | 20,2           | 22             | 21,4           | 18,6           | 14,3           | 9,4            | 4,1            | 13             |
| Норма опадів, мм        | 10             | 14.3           | 23.2           | 44.7           | 74.2           | 105.8          | 229.4          | 241.2          | 150.1          | 52.4           | 17.4           | 5.8            | 968.5          |
| Вологість повітря, %    | 79             | 78             | 77             | 75             | 72             | 78             | 82             | 83             | 83             | 82             | 79             | 80             | 79             |
| ----------------------- | -------------- | -------------- | -------------- | -------------- | -------------- | -------------- | -------------- | -------------- | -------------- | -------------- | -------------- | -------------- | -------------- |
| Джерело: data.cma.cn    |                |                |                |                |                |                |                |                |                |                |                |                |                |